# Кіке Сетьєн
Енріке (Кіке) Сетьєн Солар (ісп. Enrique 'Quique' Setién Solar, нар. 27 вересня 1958, Сантандер) — іспанський футболіст, що грав на позиції півзахисника. По завершенні ігрової кар'єри — тренер. У січні—серпні 2020 року — керівник тренерського штабу «Барселони».

## Клубна кар'єра
У дорослому футболі дебютував 1977 року виступами за команду клубу «Расінг», в якій провів вісім сезонів, взявши участь у 110 матчах чемпіонату. 
Своєю грою за цю команду привернув увагу представників тренерського штабу клубу «Атлетіко», до складу якого приєднався 1985 року. Відіграв за мадридський клуб наступні три сезони своєї ігрової кар'єри. Більшість часу, проведеного у складі «Атлетіко», був основним гравцем команди.
Протягом 1988—1992 років захищав кольори команди клубу «Логроньєс».
1992 року повернувся до клубу «Расінг». Цього разу провів у складі його команди чотири сезони.  Граючи у складі «Расінга» також здебільшого виходив на поле в основному складі команди.
Завершив професійну ігрову кар'єру у клубі «Леванте», за команду якого виступав протягом 1996 року.

## Виступи за збірні
Протягом 1978–1982 років залучався до складу молодіжної збірної Іспанії. На молодіжному рівні зіграв у 2 офіційних матчах.
1985 року дебютував в офіційних матчах у складі національної збірної Іспанії. Протягом кар'єри у національній команді, яка тривала усього 2 роки, провів у формі головної команди країни 3 матчі.
У складі збірної був учасником чемпіонату світу 1986 року у Мексиці.

## Кар'єра тренера
Розпочав тренерську кар'єру, повернувшись до футболу після невеликої перерви, 2001 року, очоливши тренерський штаб клубу «Расінг», де пропрацював з 2001 по 2002 рік.
2006 року став головним тренером збірної Екваторіальної Гвінеї, яку тренував лише один рік.
Протягом тренерської кар'єри також очолював команди клубів «Полідепортіво», «Логроньєс» та «Луго».
З 2015 по 2017 року очолював тренерський штаб команди «Лас-Пальмас».
У травні 2017 року очолив «Бетіс». По завершенню сезону 2018—2019 Кіке Сетьєн покинув «Бетіс».
13 січня 2020 року був призначений головним тренером «Барселони». У серпні звільнений з посади.

## Титули і досягнення
- Володар Суперкубка Іспанії (1):

«Атлетіко»: 1985